# 莱格登
莱格登是德国北莱茵-威斯特法伦州的一个市镇。总面积56.28平方公里，总人口6796人，其中男性3525人，女性3271人（2011年12月31日），人口密度121人/平方公里。